# Amphoe Ban Khok
Amphoe Ban Khok (Thai อำเภอ บ้านโคก, Aussprache: ʔāmpʰɤ̄ː bâːn kʰôːk) ist ein Landkreis (Amphoe – Verwaltungs-Distrikt) im äußersten Nordosten der Provinz Uttaradit. Die Provinz Uttaradit liegt in der Nordregion von Thailand.

## Geographie
Benachbarte Landkreise (von Süden im Uhrzeigersinn): die Amphoe Nam Pat und Fak Tha der Provinz Uttaradit sowie die Amphoe Na Muen und Na Noi in der Provinz Nan. Im Osten grenzt Amphoe Ban Khok an die Provinz Sayaburi von Laos.
Der wichtigste Fluss des Kreises ist der Maenam Pat (Pat-Fluss), ein Nebenfluss des Mae Nam Nan (Nan-Fluss).

## Geschichte
Ban Khok wurde am 1. Juli 1977 zunächst als Unterbezirk (King Amphoe) eingerichtet, indem die beiden Tambon Ban Khok und Muang Chet Ton vom Amphoe Fak Tha abgetrennt wurden. 
Am 12. August 1987 wurde Ban Khok zum Amphoe heraufgestuft.

## Verwaltung

### Provinzverwaltung
Amphoe Ban Khok ist in vier Kommunen (Tambon) eingeteilt, welche sich weiter in 31 Dörfer (Muban) unterteilen.
| Nr. | Name           | Thai     | Muban | Einw. |
| --- | -------------- | -------- | ----- | ----- |
| 1.  | Muang Chet Ton | ม่วงเจ็ดต้น | 07    | 3.655 |
| 2.  | Ban Khok       | บ้านโคก   | 07    | 3.950 |
| 3.  | Na Khum        | นาขุม     | 07    | 3.279 |
| 4.  | Bo Bia         | บ่อเบี้ย    | 10    | 3.470 |

### Lokalverwaltung
Ban Khok (เทศบาลตำบลบ้านโคก) ist eine Kleinstadt (Thesaban Tambon) im Bezirk, sie besteht aus Teilen des Tambon Ban Khok.
Außerdem gibt es drei „Tambon Administrative Organizations“ (TAO, องค์การบริหารส่วนตำบล – Verwaltungs-Organisationen) für die Tambon im Landkreis, die zu keiner Stadt gehören.